# Shit & Chanel
Shit & Chanel var en dansk rockgrupp med endast kvinnliga musiker som var verksam 1973–1982. Medlemmar var Anne Linnet (sång och gitarr), Lis Sørensen (sång och gitarr), Astrid Elbek (piano), Lone Poulsen (bas) och Ulla Tvede Eriksen (trummor). Shit & Chanel som var ett populärt liveband gav ut fyra album och fick år 1975 en stor hit med sången Smuk og dejlig. Sången är med i Danmarks kulturkanon som sammanställdes av Kulturministeriet 2006. År 1981 ändrade bandet namn till Shit & Chalou efter att modehuset Chanel genom ett rättsförfarande förbjudit dem att använda märkesnamnet. Vid denna tid hade bandmedlemmarna börjat engagera sig i andra musikprojekt och Shit & Chanel/Shit & Chalou upplöstes 1982. En CD-box med bandets fyra album och nytt material gavs ut 2012.
Anne Linnet har karaktäriserat Shit & Chanel som ett band "som med sin kvinnopolitiska musik utan paroller nådde ut till en bred publik".

## Diskografi
- Shit & Chanel (1976)
- Shit & Chanel no. 5 (1977)
- Tak for sidst (1978)
- Dagen har så mange farver (1979)
- Shit & Chalou (1982), samlingsalbum
- Shit & Chalou 1974-1982 (2012), box med 5 CD